# Scuderia AlphaTauri
A Scuderia AlphaTauri, rövidítve AlphaTauri egy olasz Formula–1-es csapat, amelyet az osztrák Red Bull italvállalat alapított a Scuderia Toro Rosso jogutódjaként. Az osztrák cég az AlphaTauri nevű divatmárkájának népszerűsítése céljából változtatta meg fiókcsapata nevét. 2024. január 25-én bejelentették a csapat új hivatalos nevét: Visa Cash App RB, röviden VCARB. 2025-től Racing Bulls néven indulnak, az RB helyett.

## Története

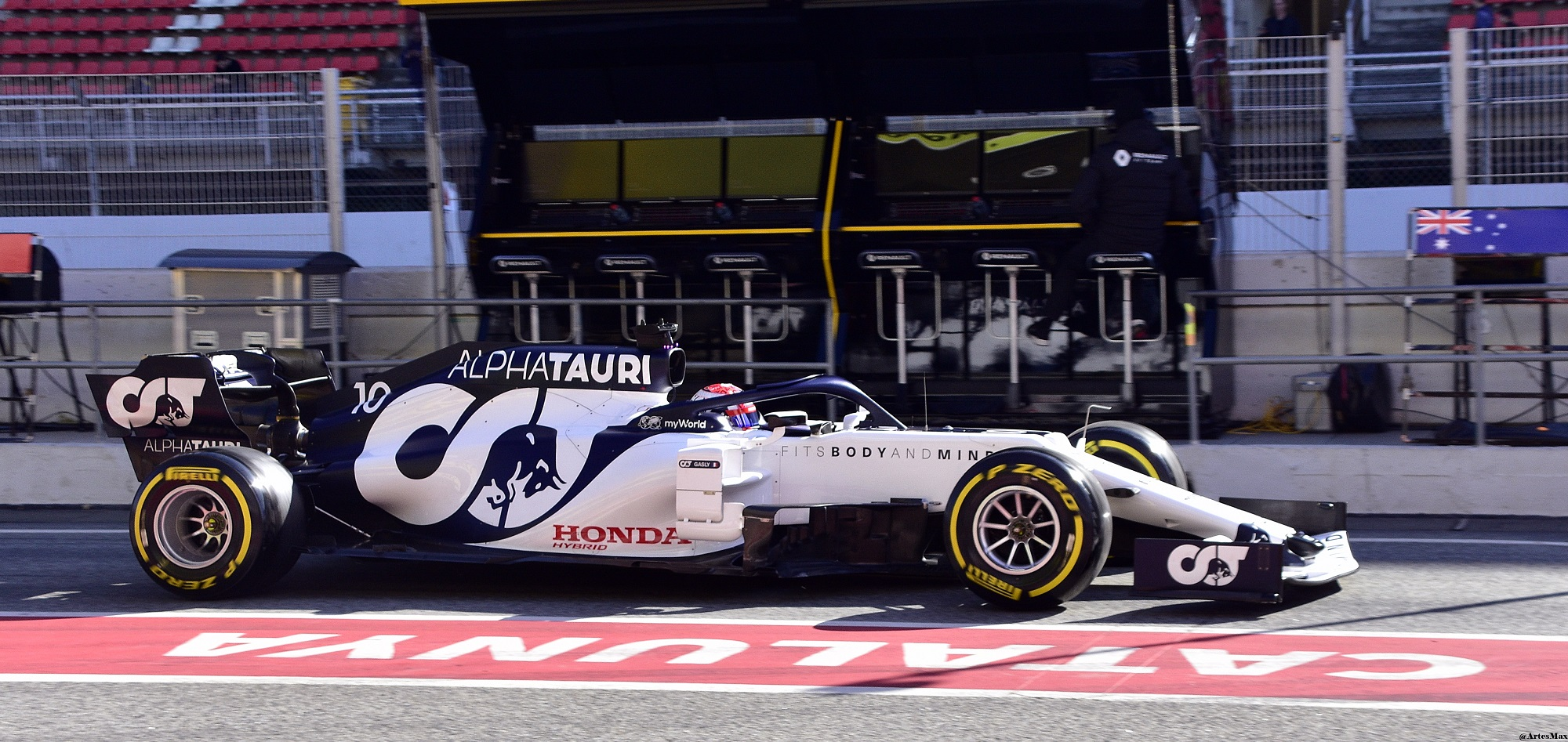
Pierre Gasly az új autóval a szezon előtti teszten

2019 szeptemberében a Toro Rosso istálló bejelentette, hogy a 2020-as Formula–1 világbajnokságtól kezdődően a csapat Scuderia AlphaTauri néven folytatja a versenyzést, amivel az anyavállalt Red Bull divatcégének népszerűsítését segíti elő. A Scuderia Toro Rosso tizennégy évnyi versenyzést követően került le a Formula–1-es rajtrácsról.

### 2020
Az immár hivatalosan is Scuderia AlphaTauri néven szereplő csapat autóit az előző szezonhoz hasonlóan a francia Pierre Gasly és az orosz Danyiil Kvjat vezette az első évben, a tesztpilóta pedig Sérgio Sette Câmara maradt.
Az istálló első konstrukcióját, az AlphaTauri AT01 névre keresztelt, és sötétkék-fehérre festett versenyautót 2020. február 14-én mutatták be hivatalosan. Megtartották a motorpartnert is: a Honda a harmadik egymást követő évben támogatta a csapatot. Az AlphaTauri a középmezőny erős tagja lett, köszönhetően Gasly folyamatos pontszerzéseinek. Az olasz nagydíjon a csapat megszerezte első győzelmét is Gasly révén, aki az első francia futamgyőztes volt Olivier Panis 1996-os monacói sikere óta. Panis azt a sikert is egy Honda-motorral érte el, Gasly pedig ráadásul a Honda és az AlphaTauri (illetve Toro Rosso) 50. közös versenyén.

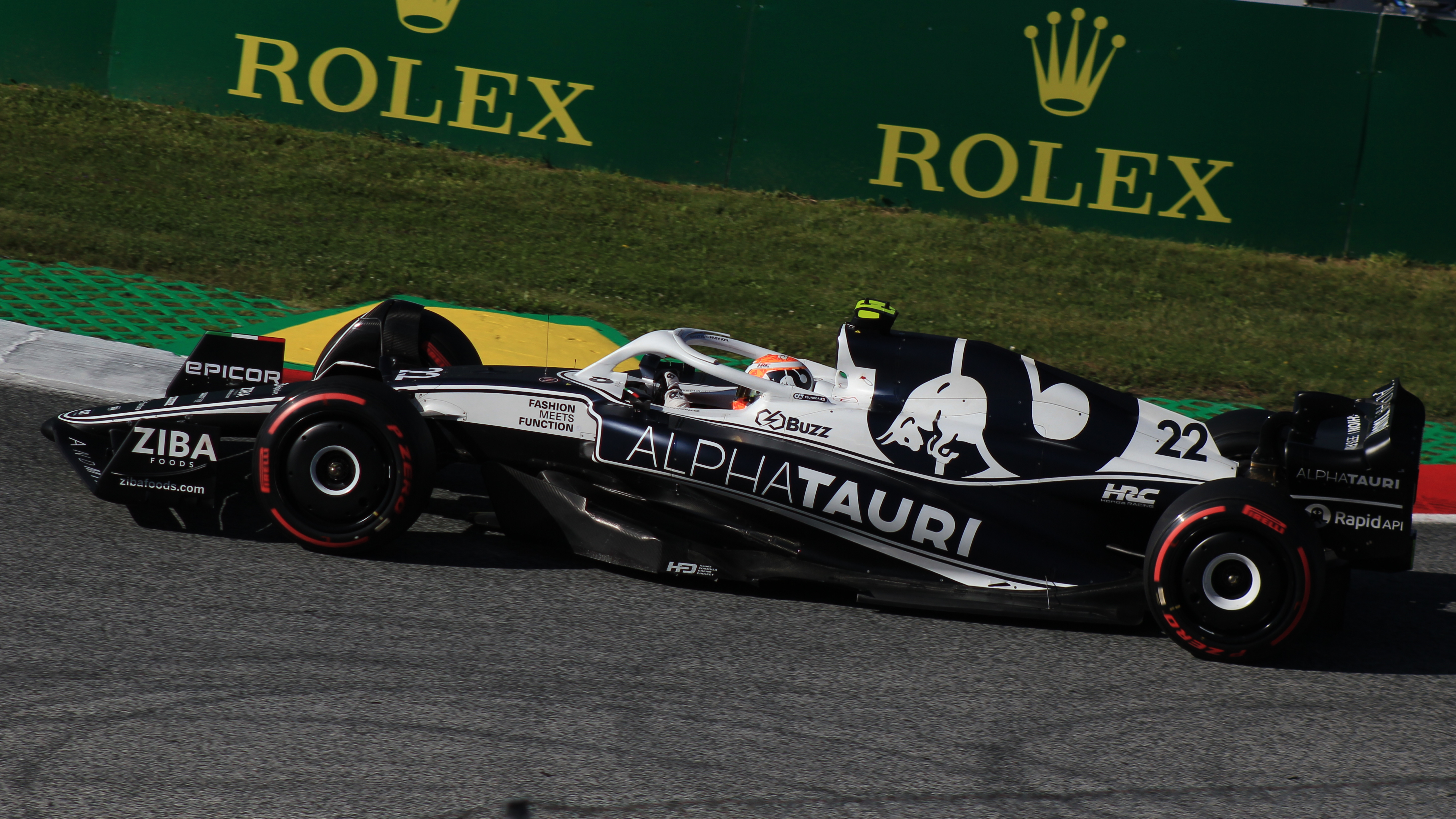
Cunoda Júki a 2022-es osztrák nagydíjon.

### 2021
A 2021-es szezonra AlphaTauri megtartotta Gaslyt, és leigazolta Cunoda Júkit Kvjat helyére. Gasly az azeri nagydíjon a harmadik helyen végzett a csapat idei első dobogós helyezésével. Gasly ezt is megerősítette azzal, hogy a 4. helyen végzett a holland és mexikóvárosi nagydíjon. Cunoda legjobb eredménye az abu-dzabi nagydíjon elért 4. hely volt.

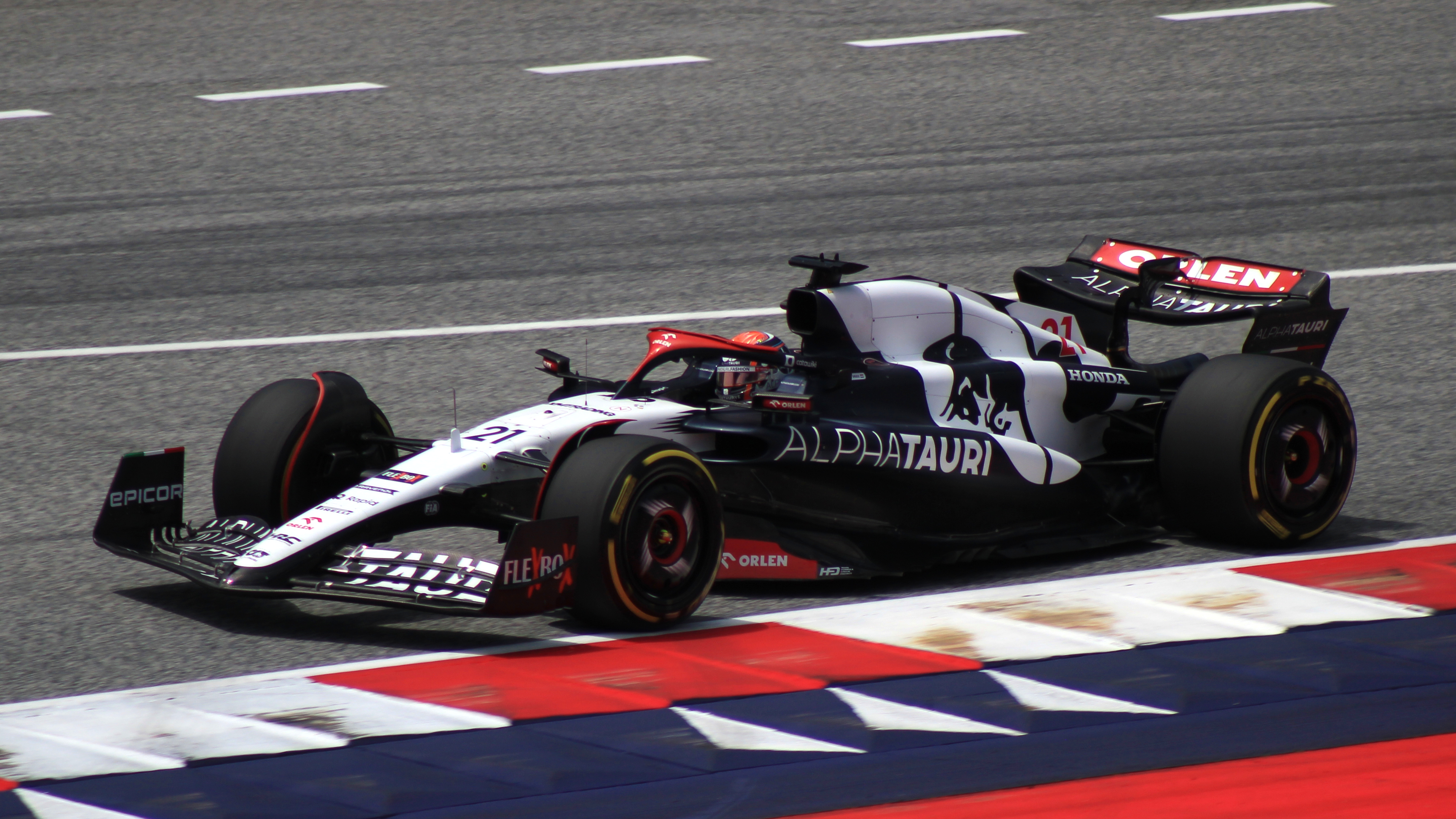
Nyck de Vries a 2023-as osztrák nagydíjon.

### 2022
Mindkét pilótát megtartották a 2022-es szezonra. Az AlphaTauri a Red Bull márkájú Honda motorokat fogja használni, mivel a Red Bull átveszi a Honda motorprogramját, mert a japán gyártó a 2021-es szezon végén kiszállt a Forma–1-ből. Ebben a szezonban 35 ponttal a 9. helyen végeztek. A szezonjuk nagyon gyengén sikerült az előző évekhez képest.

### 2023
Ettől a szezontól a japán Cunoda Júki mellé a holland Nyck de Vries csatlakozott. 2023-tól a PKN Orlen lett a főpartnerük. Nyck de Vries gyenge teljesítménye miatt a magyar nagydíjtól kezdve Daniel Ricciardo lett Cunoda csapattársa. Ricciardo a holland nagydíj második szabadedzésén gumifalnak ütközött és bal csuklótörést szenvedett. Liam Lawson helyettesítette őt a holland és a katari nagydíj között.

## Teljes Formula–1-es eredménysorozata

### Összefoglaló
| Szezon | Név                            | Modell | Gumi | Motor                   | Versenyzők                                             | Helyezés      |
| ------ | ------------------------------ | ------ | ---- | ----------------------- | ------------------------------------------------------ | ------------- |
| 2020   | Scuderia AlphaTauri Honda      | AT01   | P    | Honda V6 turbó          | Pierre Gasly Danyiil Kvjat                             | 7. (107 pont) |
| 2021   | Scuderia AlphaTauri Honda      | AT02   | P    | Honda V6 turbó          | Pierre Gasly Cunoda Júki                               | 6. (142 pont) |
| 2022   | Scuderia AlphaTauri-RBPT       | AT03   | P    | Red Bull V6 turbó       | Pierre Gasly Cunoda Júki                               | 9. (35 pont)  |
| 2023   | Scuderia AlphaTauri-Honda RBPT | AT04   | P    | Honda Red Bull V6 turbó | Cunoda Júki Nyck de Vries Daniel Ricciardo Liam Lawson | 8. (25 pont)  |

### Teljes Formula–1 eredménysorozata
(Félkövér: pole-pozíció, dőlt: leggyorsabb kör, a színkódokról részletes információ itt található)
| Év   | Modell          | Motor                      | Gumi | Versenyzők       | 1   | 2   | 3   | 4   | 5   | 6   | 7   | 8   | 9   | 10  | 11  | 12  | 13  | 14  | 15  | 16  | 17  | 18  | 19  | 20  | 21  | 22  | Pont | Helyezés |
| ---- | --------------- | -------------------------- | ---- | ---------------- | --- | --- | --- | --- | --- | --- | --- | --- | --- | --- | --- | --- | --- | --- | --- | --- | --- | --- | --- | --- | --- | --- | ---- | -------- |
| 2020 | AlphaTauri AT01 | Honda RA620H V6 turbó      | P    |                  | AUT | STY | HUN | GBR | 70  | ESP | BEL | ITA | TOS | RUS | EIF | POR | EMI | TUR | BHR | SAK | UAE |     |     |     |     |     | 107  | 7.       |
| 2020 | AlphaTauri AT01 | Honda RA620H V6 turbó      | P    | Pierre Gasly     | 7   | 15  | ki  | 7   | 11  | 9   | 8   | 1   | ki  | 9   | 6   | 5   | ki  | 13  | 6   | 11  | 8   |     |     |     |     |     | 107  | 7.       |
| 2020 | AlphaTauri AT01 | Honda RA620H V6 turbó      | P    | Danyiil Kvjat    | 12† | 10  | 12  | ki  | 10  | 12  | 11  | 9   | 7   | 8   | 15  | 19  | 4   | 12  | 11  | 7   | 11  |     |     |     |     |     | 107  | 7.       |
| 2021 | AlphaTauri AT02 | Honda RA621H 1.6 V6 t      | P    |                  | BHR | EMI | POR | ESP | MON | AZE | FRA | STY | AUT | GBR | HUN | BEL | NED | ITA | RUS | TUR | USA | MEX | BRA | QAT | SAU | UAE | 142  | 6.       |
| 2021 | AlphaTauri AT02 | Honda RA621H 1.6 V6 t      | P    | Pierre Gasly     | 17† | 7   | 10  | 10  | 6   | 3   | 7   | ki  | 9   | 11  | 5   | 6‡  | 4   | ki  | 13  | 6   | ki  | 4   | 7   | 11  | 6   | 5   | 142  | 6.       |
| 2021 | AlphaTauri AT02 | Honda RA621H 1.6 V6 t      | P    | Cunoda Júki      | 9   | 12  | 15  | ki  | 16  | 7   | 13  | 10  | 12  | 10  | 6   | 15  | ki  | ni  | 17  | 14  | 9   | ki  | 15  | 13  | 14  | 4   | 142  | 6.       |
| 2022 | AlphaTauri AT03 | Red Bull RBPTH001 1.6 V6 t | P    |                  | BHR | SAU | AUS | EMI | MIA | ESP | MON | AZE | CAN | GBR | AUT | FRA | HUN | BEL | NED | ITA | SIN | JPN | USA | MEX | BRA | UAE | 35   | 9.       |
| 2022 | AlphaTauri AT03 | Red Bull RBPTH001 1.6 V6 t | P    | Pierre Gasly     | ki  | 8   | 9   | 12  | ki  | 13  | 11  | 5   | 14  | ki  | 15  | 12  | 12  | 9   | 11  | 8   | 10  | 17  | 13  | 11  | 14  | 14  | 35   | 9.       |
| 2022 | AlphaTauri AT03 | Red Bull RBPTH001 1.6 V6 t | P    | Cunoda Júki      | 8   | ni  | 15  | 7   | 12  | 10  | 17  | 13  | ki  | 14  | 16  | ki  | 19  | 13  | ki  | 14  | ki  | 13  | 10  | ki  | 17  | 11  | 35   | 9.       |
| 2023 | AlphaTauri AT04 | Honda RBPT 1.6 V6 t        | P    |                  | BHR | SAU | AUS | AZE | MIA | MON | ESP | CAN | AUT | GBR | HUN | BEL | NED | ITA | SIN | JPN | QAT | USA | MEX | BRA | LVS | UAE | 25   | 8.       |
| 2023 | AlphaTauri AT04 | Honda RBPT 1.6 V6 t        | P    | Cunoda Júki      | 11  | 11  | 10  | 10  | 11  | 15  | 12  | 14  | 19  | 16  | 15  | 10  | 15  | ni  | ki  | 12  | 15  | 8   | 12  | 9   | 18† | 8   | 25   | 8.       |
| 2023 | AlphaTauri AT04 | Honda RBPT 1.6 V6 t        | P    | Nyck de Vries    | 14  | 14  | 15† | ki  | 18  | 12  | 14  | 18  | 17  | 17  |     |     |     |     |     |     |     |     |     |     |     |     | 25   | 8.       |
| 2023 | AlphaTauri AT04 | Honda RBPT 1.6 V6 t        | P    | Daniel Ricciardo |     |     |     |     |     |     |     |     |     |     | 13  | 16  | vi  |     |     |     |     | 15  | 7   | 13  | 14  | 11  | 25   | 8.       |
| 2023 | AlphaTauri AT04 | Honda RBPT 1.6 V6 t        | P    | Liam Lawson      |     |     |     |     |     |     |     |     |     |     |     |     | 13  | 11  | 9   | 11  | 17  |     |     |     |     |     | 25   | 8.       |

## További információ
- Scuderia AlphaTauri official website
- Scuderia AlphaTauri a Twitteren
- Scuderia AlphaTauri az Instagramon